# HD 43197 b
HD 43197 b (también conocido HIP 29550 b) es un planeta extrasolar que orbita la estrella de tipo G HD 43197, una subgigante de la secuencia principal. Se encuentra a aproximadamente 179 años luz en la constelación de Canis Maior. Este planeta tiene por lo menos tres quintas partes de la masa de Júpiter y su periodo orbital es de 0,9 años, con un semieje mayor de 0,0868 UA. Sin embargo, a diferencia de la mayoría de los exoplanetas conocidos, su excentricidad se desconoce, pero es habitual que se desconozca su inclinación. Este planeta fue detectado por HARPS el 19 de octubre de 2009, junto con otros 29 planetas. El astrónomo Wladimir Lyra (2009) ha propuesto Arctophonus como posible nombre para HD 43197 b.